# モンツァンバーノ
モンツァンバーノ（伊: Monzambano）は、イタリア共和国ロンバルディア州マントヴァ県にある、人口約4,900人の基礎自治体（コムーネ）。

## 地理

### 位置・広がり

#### 隣接コムーネ
隣接するコムーネは以下の通り。括弧内のBSはブレシア県、VRはヴェローナ県所属を示す。
- カヴリアーナ
- ポンティ・スル・ミンチョ
- ポッツォレンゴ (BS)
- ヴァレッジョ・スル・ミンチョ (VR)
- ヴォルタ・マントヴァーナ

### 気候分類・地震分類
気候分類では、zona E, 2377 GGに分類される。
また、イタリアの地震リスク階級 (it) では、zona 2 (sismicità media) に分類される。

## 行政

### 分離集落
モンツァンバーノには、以下の分離集落（フラツィオーネ）がある。
- Castellaro Lagusello, Olfino, Pille

## 文化・観光
分離集落Castellaro Laguselloは、「イタリアの最も美しい村」クラブの加盟メンバーである。